# Ašanja
Ašanja (en serbe cyrillique : Ашања) est une localité de Serbie située dans la province autonome de Voïvodine. Elle fait partie de la municipalité de Pećinci dans le district de Syrmie (Srem). Au recensement de 2011, elle comptait 1 362 habitants.
Ašanja, officiellement classée parmi les villages de Serbie, est située sur les bords de la Jarčina, un affluent de la Save.

## Démographie

### Évolution historique de la population
| 1948  | 1953  | 1961  | 1971  | 1981  | 1991  | 2002  | 2011  |
| ----- | ----- | ----- | ----- | ----- | ----- | ----- | ----- |
| 1 468 | 1 465 | 1 608 | 1 455 | 1 481 | 1 486 | 1 488 | 1 362 |

|  |

## Tourisme
L'église d'Ašanja, dédiée à l'Archange Gabriel, remonte à 1838 ; en revanche, elle a été détruite en 1944 et seules quelques icônes ont été sauvées de l'ancienne église. L'édifice actuel date de 1976 et il a été restauré en 2006.